# Игры Содружества 2006
Игры Содружества 2006 года были проведены в Мельбурне (штат Виктория, Австралия) с 15 до 26 марта. Игры стали самым большим по продолжительности и количеству участников спортивным событием, состоявшимся в Мельбурне, со времён Олимпийских игр 1956 года. Церемонии открытия и закрытия Игр проводились на арене «Мельбурн Крикет Граунд».

## Спортивные арены
- Доклендс: спортивная ходьба
- Мельбурн Крикет Граунд: открытия, закрытия, легкая атлетика
- Мельбурнский выставочный центр: бадминтон, бокс, тяжелая атлетика
- Мельбурнский оружейный клуб: стендовая стрельба
- Мельбурнский международный стрелковый клуб: стрельба из винтовки и пистолета
- Мельбурнский спортивный и водный центр: водные виды спорта, сквош, настольный теннис
- Хайсенс Арена: финалы по Баскетболу, нетболу, велотрек
- Род Лейвер Арена (Мельбурн Парк): спортивная гимнастика
- Роял Ботаник Гарденс: велогонки
- Государственный нетбольний и хоккейный центр: нетбол, хоккей
- Сент Килда: триатлон, велогонки
- Доклендс: регби
- Балларат: баскетбол
- Бендиго: стрельба из винтовки
- Джелонг: баскетбол
- Листерфилд Парк: маунтинбайк
- Траралгон: баскетбол

## Виды спорта
Соревнования на Играх 2006 года проводились в 16 видах спорта: 12 индивидуальных и 4 командных. Всего было проведено 245 зачетных соревнований.
- Водные виды спорту
  -  Прыжки в воду
  -  Плавание
  -  Синхронное плавание
- Лёгкая атлетика
- Бадминтон
- Баскетбол
- Бокс
- Велоспорт
  -  ШШоссейныый велоспорт
  -  Трековый велоспорт
  -  Маунтинбарк
- Гимнастика
  -  Художественная гимнастика
  -  Спортивная гимнастика
- Хоккей на траве
- Теннис
- Нетбол
- Регби-7
- Стрельба
- Сквош
- Настольный теннис
- Триатлон
- Тяжёлая атлетика

## Командный зачёт
| Место | Страна         | Золото | Серебро | Бронза | Всего |
| ----- | -------------- | ------ | ------- | ------ | ----- |
| 1     | Австралия      | 84     | 69      | 69     | 222   |
| 2     | Англия         | 36     | 40      | 34     | 110   |
| 3     | Канада         | 26     | 29      | 31     | 86    |
| 4     | Индия          | 22     | 17      | 11     | 50    |
| 5     | ЮАР            | 12     | 13      | 13     | 38    |
| 6     | Шотландия      | 11     | 7       | 11     | 29    |
| 7     | Ямайка         | 10     | 4       | 8      | 22    |
| 8     | Малайзия       | 7      | 12      | 10     | 29    |
| 9     | Новая Зеландия | 6      | 12      | 14     | 32    |
| 10    | Кения          | 6      | 5       | 7      | 18    |

## Исчезновения
На шестой день Игр, 20 марта, поступило сообщение об исчезновении из спортивного лагеря танзанийского боксёра Омари Кимвери и бангладешского бегуна Мухаммеда Таухидула Ислама. Два дня спустя пропали семь атлетов из Сьерра-Леоне.
К 24 марта количество пропавших попавших сьерро-леонцев достигло 11 человек, что составляет половину их сборной на играх. Двое из пропавших сообщили в лагерь по телефону, что намерены остаться в Австралии.
Всего за время игр сбежало 14 спортсменов из Сьерра-Леоне. На церемонии закрытия обнаружилась пропажа девяти членов сборной Камеруна.
Перед отлётом на родину сбежал ещё один танзанийский боксёр — Карим Матумла.
Это не был не беспрецедентный случай, на предыдущих играх в Манчерстере пропало в общей сложности 27 спортсменов.
Шестеро сьерро-леонцев были найдены 28 марта в доме правозащитницы по делам беженцев Розмари Эштон в Сиднее. Они заявили, что опасаются за свою жизнь в случае, если будут принудительно возвращены на родину. Иммиграционные власти выдали африканцам временную защитную визу.
Еще шесть беглых спортсменов из команды Сьерра-Леоне обратились в иммиграционную службу в Сиднее на следующий день. Два из девяти пропавших спортсменов из Камеруна также найдены в Перте, Западная Австралия.
Всего убежища в Австралии попросило 26 спортсменов.
Некоторые из них в дальнейшем получили гражданство и стали представлять Австралию,
в их числе исчезнувший среди первых боксёр Омари Кимвери
и камерунские тяжелоатлеты Симплис Рибум,
Франсуа Этоунди,
Дэниэл Кум,

## Ссылка
Официальные сайты
- Официальный сайт
- Официальный список медалистов

Другие ресурсы
- Мельбурнский марафон 1956-2006
- BBC coverage of Commonwealth Games
- 2006 Commonwealth Games
- Report on the Opening Ceremony
- Sydneypinz
- Culture Victoria — video, images and text about the 2006 Commonwealth Games